# Joe McPhee

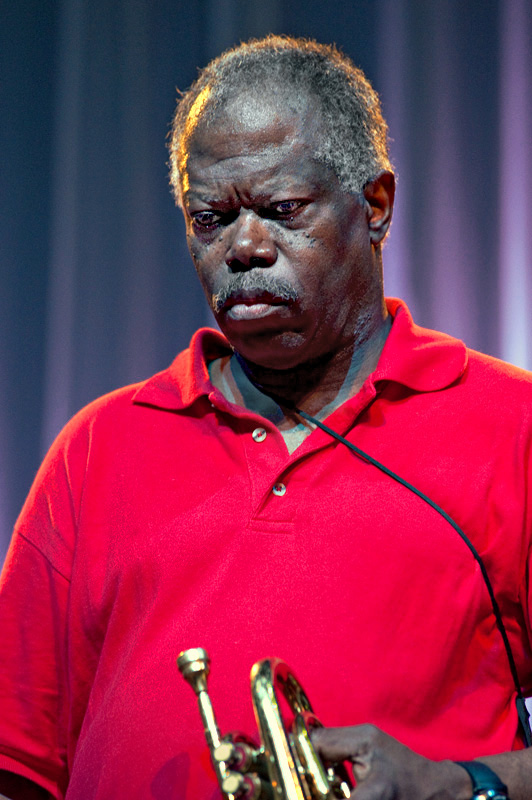
Joe McPhee en 2010

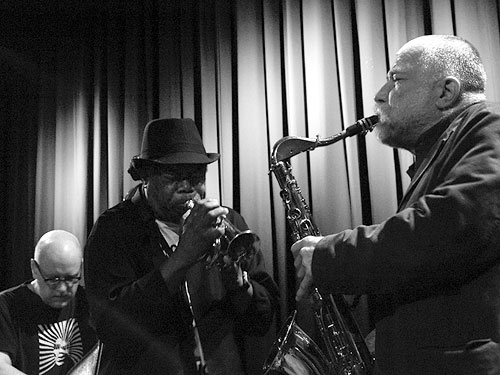
Joe McPhee, Peter Brötzmann y Kent Kessler actuando en Aarhus, Dinamarca en 2009

Joe McPhee (nacido el 3 de noviembre de 1939) es un multiinstrumentista de jazz estadounidense nacido en Miami, Florida, intérprete de saxofón tenor, alto y soprano, trompeta, fliscorno y trombón de válvulas. Creció en Poughkeepsie, Nueva York, y es más notable por su trabajo de free jazz realizado desde finales de los años 1960 hasta la actualidad.

## Vida y carrera
Nació en Miami, Florida, el 3 de noviembre de 1939.  Comenzó a tocar la trompeta cuando tenía ocho años, antes de aprender otros instrumentos. Tocó en varias bandas de secundaria y luego militares antes de comenzar su carrera discográfica. Su primera grabación se produjo en 1967, cuando apareció en el álbum de Clifford Thornton titulado Freedom and Unity. Aprendió por sí mismo el saxofón a la edad de 32 años después de experimentar la música de John Coltrane, Albert Ayler y Ornette Coleman. A finales de los años 1960 y principios de los años 1970, dio una conferencia sobre música jazz en Vassar College. 
En 1975, Werner Uehlinger fundó el sello suizo Hat Hut Records con la intención específica de mostrar la música de McPhee.  En la década de 1980, conoció Pauline Oliveros, comenzó a estudiar sus teorías musicales y trabajó con su Deep Listening Band. Aún no ha firmado con ningún sello importante en su Estados Unidos natal, y posiblemente era más conocido en toda Europa que su país natal hasta la década de 1990. Su álbum de 1996 As Serious As Your Life, que toma su título del libro de jazz de Val Wilmer, es "posiblemente la mejor de sus grabaciones en solitario", según la reseña de AllMusic. 
Los músicos de jazz con los que McPhee ha grabado o actuado incluyen a Ken Vandermark, Peter Brötzmann, Evan Parker, Mats Gustafsson, Jeb Bishop, The Thing, Clifton Hyde, Jérôme Bourdellon, Raymond Boni y Joe Giardullo. Desde 1998, McPhee, Dominic Duval y Jay Rosen han actuado y grabado como Trio X. En la década de 1990, Dominique Eade y McPhee tenían un conjunto de jazz llamado Naima. 
Ha escrito reseñas y comentarios para Cadence.
En 2005, recibió el premio Resounding Vision Award de Nameless Sound.

## Discografía
Como líder
- Underground Railroad (CjR, 1969)
- Nation Time (CjR, 1971)
- Black Magic Man (HatHut, 1971)
- At WBAI's Free Music Store, 1971 (HatHut, 1971)
- Trinity (CjR, 1972) con Harold E. Smith y Mike Kull
- Pieces of Light (CjR, 1974) con John Snyder
- The Willisau Concert (HatHut, 1976) con John Snyder y Makaya Ntshoko
- Tenor (HatHut, 1977) – relanzado como Tenor & Fallen Angels en 2000
- Rotation (HatHut, 1976)
- Graphics (HatHut, 1977)
- Variations on a Blue Line (HatHut, 1977 [1979])
- Glasses (HatHut, 1977)
- MFG in Minnesota (HatHut, 1978) con Milo Fine and Steve Gnitka
- Old Eyes (HatHut, 1980) – relanzado como Old Eyes and Mysteries en 1992
- Tales and Prophecies  (HatHut, 1981) con André Jaume
- Topology (HatHut, 1981)
- Oleo (Hat Hut, 1982) – relanzado como Oleo & A Future Retrospective en 1993
- Visitation (Sackville, 1985) con el Bill Smith Ensemble
- Songs and Dances (CELP, 1987) con André Jaume y Raymond Boni
- Linear B (Hat Hut, 1990)
- Élan • Impulse (In Situ, 1991) con Daunik Lazro
- Impressions of Jimmy Giuffre (CELP, 1992)
- The October Revolution (Evidence, 1994) con Rashied Ali, Borah Bergman y Wilber Morris
- Sweet Freedom - Now What? (HatArt, 1995) con Lisle Ellis y Paul Plimley
- McPhee/Parker/Lazro (Vand'Oeuvre, 1995) con Evan Parker y Daunik Lazro
- Common Threads (Deep Listening, 1995)
- A Meeting in Chicago (Eighth Day Music, 1996) con Ken Vandermark y Kent Kessler
- As Serious As Your Life (Hat Hut, 1996)
- Legend Street One (CIMP, 1996)
- Legend Street Two (CIMP, 1996)
- Inside Out (CIMP, 1996) con David Prentice
- Finger Wrigglers (CIMP, 1996) con Michael Bisio
- Specific Gravity (Boxholder, 1997) con Joe Giardullo
- The Brass City (Okka Disk, 1997) con Jeb Bishop
- Chicago Tenor Duets (Okka Disk, 1998) con Evan Parker
- Zebulon (CIMP, 1998) con Michael Bisio
- The Dream Book (Cadence Jazz, 1998) con Dominic Duval
- Soprano (Roaratorio, 1998)
- In the Spirit (CIMP, 1999)
- No Greater Love (CIMP, 1999)
- Emancipation Proclamation: A Real Statement of Freedom (Okka Disk, 1999) con Hamid Drake
- Grand Marquis (Boxholder, 1999) con Johnny McLellan
- Manhattan Tango (Label Usine, 2000) con Jérôme Bourdellon
- Port of Saints (CjR, 2000) con Michael Bisio, Raymond Boni y Dominic Duval
- Voices &amp; Dreams (Emouvance, 2000) con Raymond Boni
- Angels, Devils & Haints  (CjR, 2000) con Michael Bisio, Dominic Duval, Claude Tchamitian y Paul Rogers
- Mister Peabody Goes to Baltimore (Recorded, 2000 [2001])
- Remembrance (CjR, 2001) con Michael Bisio, Raymond Boni y Paul Harding
- Tales Out of Time (Hat Hut, 2002) con Peter Brötzmann
- A Parallax View (Slam, 2003) con Paul Hession
- Between (Ohrai, 2003) con Sato Makoto
- Everything Happens for a Reason (Roaratorio, 2003)
- In Finland (Cadence Jazz, 2004) con Matthew Shipp y Dominic Duval
- Next To You (Emouvance, 2004) con Raymond Boni, Daunik Lazro y Claude Tchamitchian
- Guts (Okkadisk, 2005) con Peter Brötzmann, Kent Kessler y Michael Zerang
- The Open Door (CIMPoL, 2006) con Dominic Duval
- Voices: 10 Improvisations (Mode, 2006) con John Heward
- Red Morocco  (2006)
- Tomorrow Came Today (Smalltown Superjazz, 2007) con Paal Nilssen-Love
- Alto (Roaratorio, 2009)
- Magic (Not Two, 2009) con Mikołaj Trzaska, Dominic Duval y Jay Rosen
- The Damage Is Done (Not Two, 2009) con Peter Brötzmann, Kent Kessler y Michael Zerang
- Blue Chicago Blues (Not Two, 2010) con Ingebrigt Håker Flaten
- Creole Gardens (A New Orleans Suite) (NoBusiness, 2011) con Michael Zerang
- Brooklyn DNA (Clean Feed, 2012) con Ingebrigt Håker Flaten
- What/If/They Both Could Fly (Rune Grammofon, 2012) con Evan Parker
- Ithaca (8mm Records, 2012) con Eli Keszler
- Red Sky (PNL, 2013) con Paal Nilssen-Love
- Sonic Elements (Clean Feed, 2013)
- Tree Dancing (Otoroku, 2019) con Chris Corsano, Lol Coxhill y Evan Parker
- Echoes (Rune Grammofon, 2023) con Fire! Orchestra

### Con el trío X
- Rapture (Cadence Jazz, 1999)
- The Watermelon Suite (CIMP, 1999)
- On Tour (Cadence Jazz, 2001)
- In Black and White (Cadence Jazz, 2002)
- Journey (CIMP, 2003)
- The Sugar Hill Suite (CIMP, 2004)
- Moods: Playing with the Elements (CIMP, 2005)
- Roulette at Location One (Cadence Jazz, 2005)
- Air: Above and Beyond (CIMPol, 2006)
- 2006 U.S. Tour (CIMPol, 2007)
- Live in Vilnius (NoBusiness, 2008)
- Live On Tour 2008 (CIMPol, 2010)
- Live On Tour 2010 (CIMPol, 2012)

## Con Survival Unit III
- Don’t Postpone Joy! (Rai Trade, 2006)
- Syncronicity]' (Harmonic Convergence, 2011)
- Game Theory (Not Two Records, 2013)
- Barrow Street Blues (Holidays Records, 2015)
- Straylight (Pink Palace, 2015)
- Straylight (Live at Jazzhouse Copenhagen) (Astral Spirits, Monofonus Records, 2015)

### Compilaciones
- Una retospectiva futura (Hat Hut, 1983)
- Nation Time: The Complete Recordings (1969-1970) (Corbett vs Dempsy, 2013)
- The CjR Years (Bo'Weevil, 2014)

### Como acompañante
Con Peter Brötzmann
- The Chicago Octet/Tentet (Okka Disc, 1998)
- American Landscapes 1 (Okka Disc, 2007)
- American Landscapes 2 (Okka Disc, 2007)
- 3 Nights in Oslo (Smalltown Superjazzz, 2010)

Con Roy Campbell, William Parker y Warren Smith
- Tribute to Albert Ayler Live at the Dynamo (Marge Records, 2009)

Con the C. T. String Quartet
- Reqiphoenix Nexus (Cadence Jazz, 1999)

Con Dominic Duval
- Live in Concert (Cadence Jazz, 1999)
- Cries and Whispers (Cadence Jazz, 1999 [2001])
- Undersound (Leo, 2000)
- Undersound II (Leo, 2003)
- Rules Of Engagement, Vol. 2 (Drimala, 2004)

Con Joe Fonda
- Heat Suite (Konnex, 2003)

Con Joe Giardullo
- Shadow & Light (Drimala, 2002)

Con Jimmy Giuffre y André Jaume
- River Station (CELP, 1993)

Con Raphe Malik
- Sympathy (Boxholder, 2002) con Donald Robinson

Con Mat Maneri
- Sustain (Thirsty Ear, 2002)

Con la Nihilist Spasm Band
- No Borders (Non Musica Rex, 2001)

Con Evan Parker
- The Redwood Session (CIMP, 1995)

Con Jamie Saft
- Ticonderoga (Clean Feed, 2015)

Con Clifford Thornton
- Freedom &amp; Unity (Third World Records, 1967)

Con The Thing
- She Knows... (Crazy Wisdom, 2001)